# Acanthaeschna victoria
Acanthaeschna victoria је инсект из реда Odonata. 

## Угроженост
Ова врста се сматра рањивом у погледу угрожености врсте од изумирања.

## Распрострањење
Ареал врсте је ограничен на једну државу. 
Аустралија је једино познато природно станиште врсте.

## Станиште
Станишта врсте су мочварна подручја и слатководна подручја. 